# Kibiito
 (novembre 2017).
Kibiito est une ville de la région Ouest de l'Ouganda. C'est le centre administratif principal du district de Bunyangabu,.

## Emplacement
Kibiito est située le long de la route Fort Portal - Kasese - Mpondwe, à environ 33 kilomètres (21 mi) au sud-ouest de Fort Portal, la plus grande ville de la sous-région de Toro. C'est environ 330 km par la route, à l'ouest de Kampala, la capitale nationale et plus grande ville de l'Ouganda.

## Population
Le recensement national et l'enquête sur les ménages menée en août 2014 ont dénombré la population de la ville de Kibiito à 12984 habitants.

## Centres d'intêrets
Les centres d'intêrets suivants se trouvent à Kibiito ou à proximité :
- le quartier général de l'administration locale du district de Bunyangabu
- les bureaux du conseil municipal de Kibiito
- le marché central de Kiyimba
- la route Fort Portal-Kasese-Mpondwe passe au milieu de la ville dans une direction générale nord-sud
- Kibiito Health Center[6].